# الإجماع العلمي حول التغير المناخي

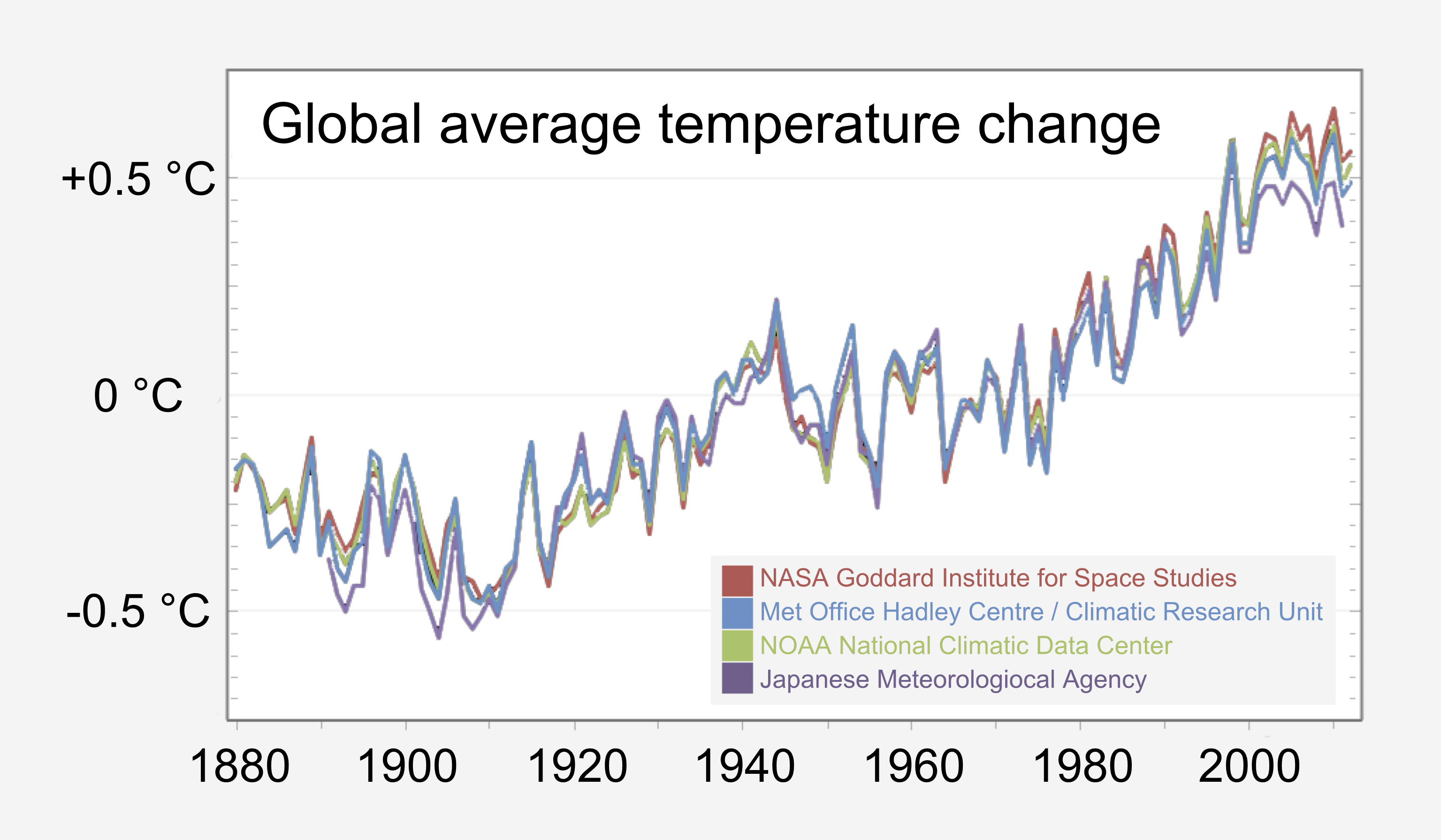
يظهر الرسم البياني من موقع تغير المناخ العالمي لناسا (بالإنجليزية) ارتفاع معدل الاحترار العالمي في العقود القليلة الماضية.

الآراء العلمية بشأن تغير المناخ تشير إلى رأي العلماء بشأن درجة حدوث الاحتباس الحراري حاليا والأسباب والعواقب المحتملة.
موضوع ذو صلة بهذا الموضوع—ولكن ليست متطابقا، هو «التوافق العلمي بشأن تغير المناخ»، ويشير إلى وجهة النظر السائدة بين المجتمع العلمي بشأن تغير المناخ. هناك إجماع على أن:
- مناخ الأرض قد ازداد حرارة بشكل ملحوظ منذ أواخر عقد 1800.
- الأنشطة البشرية (في المقام الأول انبعاثات الغازات الدفيئة) هي السبب الرئيسي.
- استمرار الانبعاثات سوف يزيد من احتمال وشدة الآثار العالمية.
- قد يتمكن الناس في المستقبل من تحمل آثار تغير المناخ من خلال الجهود المكثفة في خفض مزيد من الاحترار مع الاستعداد لأي تغير مناخي لا مفر منه.

يوجد إجماع علمي قوي على أن درجة حرارة الأرض ترتفع وأن هذا الارتفاع سببه الأساسي النشاطات البشرية. تدعم هذا الإجماع عدة دراسات لآراء العلماء وبيانات إعلان مواقف المنظمات العلمية التي يوافق العديد منها بشكل صريح على التقارير المنهجية الصادرة عن الهيئة الحكومية الدولية المعنية بتغير المناخ.
يدعم كل علماء المناخ الذين ما يزالون نشطين في النشر (97-98%) الإجماع على التغير المناخي الناتج عن النشاط البشري، أما الدراسات الأخرى المناقضة والتي تشكل نحو 2% فهي إما لا يمكن إعادة تكرارها أو أنها تحتوي على أخطأ. وجدت دراسة لعام 2019 أن الإجماع العلمي بلغ 100%.

## الإجماع العلمي
تم إجراء العديد من الدراسات حول توافق الآراء بشأن الموضوع. من بين الأكثر شيوعا دراسة أجريت في 2013 لما يقرب من 12000 ملخص لأوراق خضعت لمراجعة الأقران في علم المناخ نشرت منذ عام 1990، منها أكثر من 4000 ورقة ذكر بها الرأي حول سبب حدوث ظاهرة الاحتباس الحراري. من بين هذه الأوراق العلمية، 97% تتفق (صراحة أو بصورة ضمنية) على أن الاحترار العالمي يحدث وأن الإنسان هو السبب. إنه «من المرجح للغاية» أن هذا الاحترار ينشأ من «الأنشطة البشرية، وخاصة انبعاثات الغازات الدفيئة (المسببة للاحتباس الحراري)» في الغلاف الجوي. التغيير الطبيعي وحده (غير المرتبط بالأنشطة البشرية) كان من المفترض أن ينتج عنه تأثير مبرد ضئيل بدلا من تأثير يساعد على الاحتباس الحراري.
هذا الرأي العلمي يتم الإعراب عنه في تقارير المراجعة المنهجية، من قبل الهيئات العلمية الوطنية أو الدولية، ومن خلال استطلاعات الرأي بين علماء المناخ. يساهم كل فرد من العلماء والجامعات والمختبرات في تكوين الرأي العلمي عن طريق المنشورات الخاضعة لمراجعة الأقران ويتم تلخيص الاتفاق الجماعي واليقين النسبي في هذه التقارير والدراسات الاستقصائية المرموقة. تم إكمال تقرير اللجنة الدولية للتغيرات المناخية الخامس (AR5) في عام 2014.
الاستنتاجات ملخصة أدناه:
- «احترار النظام المناخي لا لبس فيه، منذ خمسينيات القرن العشرين، العديد من التغيرات الملحوظة لم يسبق لها مثيل على مدى عقود بل آلاف السنين.»[15]
- «تركيزات ثاني أكسيد الكربون والميثان وأكسيد النيتروز زادت إلى مستويات لم يسبق لها مثيل على الأقل في آخر 800,000 سنة».[16]
- التأثير البشري في النظام المناخي واضح.[17] ومن المرجح للغاية (احتمال يتراوح بين 95-100%)[18] أن الإنسان كان له التأثير المهيمن الناتج عنه ظاهرة الاحتباس الحراري بين 1951-2010.[17]
- «زيادة مقدار الاحتباس الحراري [العالمي] تزيد من احتمال الآثار الشديدة وواسعة النطاق والتي لا رجعة فيها.»[19]
- «الخطوة الأولى نحو التكيف مع تغير المناخ في المستقبل هو الحد من التعرض الحاضر لتقلب المناخ.»[20]
- «المخاطر العامة لآثار تغير المناخ يمكن تخفيضها عن طريق الحد من معدل وحجم تغير المناخ»[19]
- دون سياسات جديدة تهدف إلى التخفيف من آثار تغير المناخ، التوقعات تشير إلى زيادة في متوسط درجة الحرارة العالمية في عام 2100 من 3.7 إلى 4.8°درجة مئوية، مقارنة بمستويات ما قبل الثورة الصناعية.[21]

قيمت أكاديميات العلوم والجمعيات العلمية الوطنية والدولية الرأي العلمي الحالي بخصوص الاحتباس الحراري. تتفق هذه التقييمات عموما مع الاستنتاجات التي توصلت إليها اللجنة الدولية للتغيرات المناخية.
أوصت بعض الهيئات العلمية بسياسات محددة للحكومات، ويمكن للعلوم أن تلعب دورا في التوعية الفعالة للتصدي لتغير المناخ. القرارات السياسية مع ذلك قد تتطلب إصدار أحكام تقديرية ولذلك لم يتم تضمينها في الرأي العلمي.
لا توجد تقريبا أي هيئة علمية وطنية أو دولية تحتفظ رسميا برأي يخالف أي من هذه النقاط الرئيسية.

## التقارير التجميعية
التقارير التجميعية هي تقييمات للأدبيات العلمية التي تجمع نتائج مجموعة من الدراسات المستقلة من أجل تحقيق مستوى واسع من الفهم، أو لوصف حالة المعرفة لموضوع معين.

### اللجنة الدولية للتغيرات المناخية 2014
يتبع التقرير التقييمي الخامس للجنة الدولية للتغيرات المناخية ذات الصيغة العامة لتقرير التقييم الرابع، بوجود ثلاث تقارير مجموعات عمل وتقرير تجميعي واحد. نُشر تقرير مجموعة العمل الأول في سبتمبر 2013. ذكر ملخص صانعي السياسات في التقرير أن ارتفاع درجة حرارة النظام المناخي لا شك فيه مع تغييرات لم يسبق لها مثيل على مدى آلاف السنين، بما في ذلك ارتفاع درجات الحرارة في الغلاف الجوي والمحيطات وفقدان الثلوج والجليد وارتفاع مستوى سطح البحر. أدت انبعاثات الغازات الدفيئة، مدفوعةً إلى حد كبير بالنمو الاقتصادي والسكاني، إلى تركيزات للغازات الدفيئة لم يسبق لها مثيل في 80 ألف عام على الأقل. تُعد هذه الانبعاثات، إلى جانب العوامل البشرية الأخرى، مرجحةً جدًا (وهذا يعني احتمال أكبر من 95%) لتكون السبب الغالب للاحتباس الحراري الملحوظ منذ منتصف القرن العشرين.

يقول التقرير:
«سيؤدي استمرار انبعاث الغازات الدفيئة إلى مزيد من الاحترار وتغييرات طويلة الأمد في جميع مكونات النظام المناخي، ما يزيد من احتمال حدوث تأثيرات شديدة وواسعة لا رجعة فيها على الناس والنظم البيئية. سيتطلب الحد من تغير المناخ إجراء تخفيضات كبيرة ومستدامة في انبعاثات الغازات الدفيئة، والتي يمكن أن تحد من مخاطر تغير المناخ، إلى جانب التكيف مع هذه الإجراءات».
قالت صحيفة الغارديان حول نشر التقرير:
«في النهاية يتلخص الأمر كله في إدارة المخاطر. كلما زادت جهودنا لخفض انبعاثات غازات الدفيئة، قل خطر حدوث تأثيرات شديدة على المناخ. كلما زادت انبعاثاتنا، زادت التغيرات المناخية التي سنواجهها، ما يعني أيضًا تكيفًا أكثر تكلفة وانقراض أنواع أكثر وانعدام الأمن الغذائي والمائي وفقدان أكبر للدخل والمزيد من الصراعات وما إلى ذلك».
وقالت صحيفة نيويورك تايمز:
«في واشنطن، أشار المستشار العلمي للرئيس أوباما، جون ب. هولدرن، إلى زيادة الثقة العلمية بأن أنواع الأضرار التي تحدث بالفعل من تغير المناخ ستستمر في التفاقم ما لم وحتى تُتخذ إجراءات شاملة وقوية لخفض الانبعاثات في جميع أنحاء العالم».
ومضت الصحيفة قائلةً إن بان كي مون، الأمين العام للأمم المتحدة، أعلن عن نيته الدعوة لعقد اجتماع لرؤساء الدول في عام 2014 لتطوير مثل هذه الاتفاقية. انتهى آخر اجتماع مماثل، في كوبنهاغن في عام 2009، حسبما ذكرت صحيفة نيويورك تايمز، إلى حالة من عدم التوافق.

### اللجنة الدولية للتغيرات المناخية 2007
في فبراير 2007، أصدرت اللجنة الدولية للتغيرات المناخية ملخصًا لتقرير التقييم الرابع القادم. وفقًا لهذا الملخص، وجد تقرير التقييم الرابع أن الأفعال البشرية تُعد السبب الأكثر رجاحةً للاحتباس الحراري، ما يعني احتمال 90% أو أكبر. يشار أن الاحتباس الحراري في هذه الحالة ازداد بمقدار 0.75 درجة في متوسط درجات الحرارة العالمية خلال المئة عام الماضية.
يذكر تقرير التقييم الرابع للجنة الدولية للتغيرات المناخية:
- يعد احترار النظام المناخي أمرًا لا لبس فيه، كما يتضح من الزيادات في متوسط درجات حرارة الهواء والمحيطات على نطاق العالم وذوبان الثلج والجليد على نطاق واسع وارتفاع متوسط مستوى سطح البحر في العالم.[28]
- تسبب الأنشطة البشرية على الأرجح معظم الاحترار العالمي منذ منتصف القرن العشرين.[29]
- تختلف فوائد وتكاليف تغير المناخ للمجتمع الإنساني اختلافًا كبيرًا حسب الموقع والحجم. ستكون بعض الآثار في المناطق المعتدلة والقطبية إيجابيةً، بينما ستكون الآثار الأخرى في أماكن أخرى سلبيةً. بشكل عام، من المرجح أن تكون التأثيرات الصرفة سلبيةً بشدة مع زيادة الاحترار بسرعة أكبر.[30]
- تشير مجموعة الأدلة المنشورة إلى أن تكاليف الضرر الصافي لتغير المناخ من المرجح أن تكون كبيرة وأن تزداد بمرور الوقت.[31]
- من المرجح أن نتخطى مرونة العديد من النظم البيئية هذا القرن من خلال مزيج غير مسبوق من تغير المناخ والاضطرابات المرتبطة به (مثل الفيضانات والجفاف والحرائق البرية والحشرات وتحمض المحيطات) وغيرها من العوامل الدافعة للتغيير العالمي (مثل تغير استخدام الأراضي والتلوث وتجزئة النظم الطبيعية والإفراط في استغلال الموارد).[32]

ذكرت صحيفة نيويورك تايمز أن الشبكة الدولية الرائدة لعلماء المناخ خلصت للمرة الأولى إلى أن ظاهرة الاحتباس الحراري لا لبس فيها وأن النشاط البشري هو المحرك الرئيسي لهذه الظاهرة، ومن المرجح جدًا أن يكون النشاط البشري السبب في معظم الارتفاع في درجات الحرارة منذ عام 1950.
كتب ويليام ك. ستيفنز، الصحفي المتقاعد لصحيفة نيويورك تايمز: «قالت اللجنة الدولية للتغيرات المناخية هنالك احتمال بين 90 و99% بأن انبعاثات الغازات الدفيئة الحابسة للحرارة مثل ثاني أكسيد الكربون، المنبعثة من الأنابيب العادمة والمداخن، هي السبب الرئيسي للاحترار المُلاحظ خلال السنوات الخمسين الماضية، وفي لغة اللجنة، يُعتبر هذا المستوى من اليقين من المستوى المرجح جدًا. نادرًا ما توفر الاحتمالات العلمية إجابةً أكثر تحديدًا من ذلك، على الأقل في هذا الفرع من العلم، وتصف نقطة النهاية، حتى الآن، بشيء من التقدم.

ولخصت وكالة أسوشيتيد برس موقف ارتفاع مستوى سطح البحر:
«على مستوى سطح البحر، يتصور التقرير ارتفاع المستوى من 18 إلى 58 سنتيمتر بحلول نهاية القرن. قد يُضاف 10 إلى 20 سنتيمتر ممكنة إذا استمر ذوبان الصفائح الجليدية القطبية المفاجئ».

### برنامج الولايات المتحدة لبحوث التغير العالمي
عملت ثلاث عشرة وكالة فيدرالية، بقيادة الإدارة الوطنية للمحيطات والغلاف الجوي، تحت رعاية برنامج الولايات المتحدة لبحوث التغير العالمي لإعداد التقييم الوطني الرابع للمناخ في البلاد، والذي نُشر في مجلدين.

قدم التقرير الخاص لعلوم المناخ: التقييم الوطني الرابع للمناخ، المجلد الأول أكتوبر 2017 الملخص التالي:
«يستنتج هذا التقييم، استنادًا إلى أدلة مستفيضة، أنه من المحتمل جدًا أن الأنشطة البشرية، وخاصة انبعاثات الغازات الدفيئة، هي السبب الرئيسي للاحترار المُلاحظ منذ منتصف القرن العشرين. بالنسبة للاحترار على مدار القرن الماضي، لا يوجد تفسير بديل مقنع يدعمه مدى الأدلة الملاحظة».

#### خلفية
ذكر برنامج الولايات المتحدة لبحوث التغير العالمي في يونيو 2009:
«تشير الملاحظات إلى أن ارتفاع درجة حرارة المناخ أمر لا لبس فيه. يعود الاحترار العالمي الذي لوحظ على مدار الخمسين عامًا الماضية إلى انبعاثات الغازات الحابسة للحرارة التي يسببها الإنسان. تأتي هذه الانبعاثات أساسًا من حرق الوقود الأحفوري (الفحم والنفط والغاز)، مع مشاركات مهمة من تطهير الغابات والممارسات الزراعية وغيرها من الأنشطة.
قال تقرير عام 2009، الذي يدور حول الآثار التي يحدثها تغير المناخ في الولايات المتحدة، أيضًا:
«لوحظ بالفعل التغيرات المرتبطة بالمناخ على مستوى العالم وفي الولايات المتحدة. تشمل هذه الزيادات في درجات حرارة الهواء والماء وانخفاض أيام الصقيع وزيادة تواتر وشدة هطول الأمطار الغزيرة وارتفاع مستوى سطح البحر وتقليل الغطاء الثلجي والأنهار الجليدية والتربة الصقيعية والجليد البحري. ولوحظ أيضًا فترة أطول خالية من الجليد في البحيرات والأنهار وطول موسم النمو وزيادة بخار الماء في الغلاف الجوي. على مدار الثلاثين عامًا الماضية، ارتفعت درجات الحرارة في فصل الشتاء بوتيرة أسرع من أي موسم آخر، إذ زاد متوسط درجات الحرارة في فصل الشتاء في الغرب الأوسط والسهول العظمى الشمالية بأكثر من 3.9 درجة مئوية. كانت بعض التغييرات أسرع مما اقترحته التقييمات السابقة».